# Щербань Анатолій Леонідович
Щербань Анатолій Леонідович (15 квітня 1978, смт Диканька, Полтавської області) — український історик, керамолог, археолог, краєзнавець. Доктор культурології, кандидат історичних наук, завідувач кафедри музейно-туристичної діяльності Харківської державної академії культури, професор. Член спеціалізованої вченої ради Харківської державної академії культури, науково-методичних комісій (підкомісій) «Музеєзнавство, пам'яткознавство» (до 2024 р.) і "Культурологія та музеєзнавство" (з 2025 р.)  сектору вищої освіти Науково-методичної ради та секції Наукової ради МОН України.

## Біографія
Народився 15 квітня 1978 року у смт Диканька, Полтавської області.
1996 року закінчив Полтавський політехнічний коледж, 2001 року — історичний факультет Полтавського національного педагогічного університету імені Володимира Короленка.
З вересня 2000 року до серпня 2001 року — вчитель історії і правознавства у Диканській середній школі № 2 та вчитель історії та основ керамології Спеціалізованої художньої школи «Колегіум мистецтв у Опішні», смт Опішня, Полтавської області.
З серпня 2001 року працює на наукових посадах: спеціаліст І категорії Відділу технології та спеціальних методів дослідження кераміки Інституту керамології — відділення Інституту народознавства НАН України (серпень 2001 — січень 2002); старший науковий співробітник Відділу археології Національного музею-заповідника українського гончарства в Опішному (січень 2002 — жовтень 2012); старший викладач кафедри образотворчого мистецтва і культурології (за сумісництвом) (вересень 2006 року — червень 2007 року) Полтавського державного педагогічного університету; провідний науковий співробітник Музею історії Десятинної церкви (м. Київ) та, за сумісництвом, доцент Кременчуцького національного університету ім. М. Остроградського. Від 2014 році викладає у Харківській державній академії культури, впродовж квітня 2019 — червня 2023 року — завідувач кафедри історії, музеєзнавства та пам'яткознавства.
Перший завідувач науково-дослідного відділу палеогончарства Відділення керамології Інституту народознавства НАН України (жовтень 2005 — лютий 2013 року).
2005 року захистив дисертацію «Прядіння і ткацтво у населення Лівобережного Лісостепу України VII — початку III ст. до н. е. (за керамічними матеріалами)» на здобуття наукового ступеня кандидата історичних наук за спеціальністю «археологія». У грудні 2018 року захистив дисертацію «Орнаментаційні трансформації кераміки в традиційній культурі населення Лівобережної України (атрибутика, технологія, морфологія, семантика)» на здобуття наукового ступеня доктора культурології за спеціальністю «українська культура», у березні 2019 року офіційно отримав ступінь доктора наук.

## Наукова діяльність
Анатолій Щербань спеціалізується на вивченні глиняних виробів, пов'язаних з прядінням і ткацтвом, та декору народних глиняних виробів від доби неоліту до початку ХХ століття. Також спеціалізується на питаннях краєзнавства, пам'яткознавства.
Займається дослідженням, моніторингом стану та популяризацією пам'яток матеріальної та нематеріальної культурно-історичної спадщини.
Куратор:
- Всеукраїнської науково-практичною конференції «Криза традиційних осередків народного мистецтва України: трансгресія мистецтва сутінків як виклик національній ідентичності» (2006 рік).
- Всеукраїнського науково-практичного керамологічного семінару «Проблеми вивчення українського гончарства доби козаччини» (2007 рік)[7].
- Міжнародного науково-практичного керамологічного семінару «Експеримент у сучасній керамології: Шлях до наукової істини чи профанація наукових знань» (2008 рік)[8].
- Міжнародного керамологічного симпозіуму «Декор глиняних виробів: історія, технологія, функції» (Опішне, 16-19 жовтня 2012 року)[9].

Науковий консультант проєкту «Відродження традицій Барської кераміки v.2.0»,", котрий реалізувався за грантової підтримки Українського культурного фонду.
Має близько 170 друкованих праць. Монографія «Декор глиняних виробів Лівобережної України від неоліту до середньовіччя» використовується у навчанні студентів археологічних спеціальностей.

## Нагороди та відзнаки
- Нагороджений похвальними грамотами Міністерства культури і туризму України (2008) та Управління освіти Полтавської обласної державної адміністрації, Української спелеологічної асоціації (внесений на Дошку Пошани УСА)[11] (2018), грамотою Полтавської обласної ради [Архівовано 26 лютого 2021 у Wayback Machine.], подякою Харківського міського голови (2021) та почесною грамотою Харківської обласної військової адміністрації (2024).
- Неодноразово перемагав на Національному конкурсі публікацій на теми керамології, гончарства, кераміки в Україні «КеГоКе»[12][13][14].
- Дипломант обласного конкурсу «Вища школа Харківщини — кращі імена» у номінації «Завідувач кафедри» (2021).

## Друковані праці

### Монографії
- Щербань А. Прядіння і ткацтво у населення Лівобережного Лісостепу України VII — початку ІІІ століття до н. е. (за глиняними виробами). — Київ: Молодь, 2007. — 256 с.
- Щербань А. Декор глиняних виробів Лівобережної України від неоліту до середньовіччя. — Полтава : АСМІ, 2011. — 248 с.
- Щербань А. Л. Трансформації орнаментування кераміки в традиційній культурі Лівобережної України (кінець VII тис. до н. е. — ХІХ століття. — Харків : Видавець Олександр Савчук, 2017. — 328 с.
- Щербань А., Бабкова Н. Козацький отаман Филон Лихопій в історичному контексті. — Харків : ХДАК, 2021. — 87 с.
- Щербань А. Диканька у першій половині ХХ століття. — Харків : ХДАК, 2022. — 130 с.

### Співавторство в енциклопедичних виданнях
- Звід пам'яток історії та культури України : Полтавська область. Диканський район. — Полтава : ТОВ «АСМІ», 2011.
- Велика українська енциклопедія.

### Співавторство в науково-популярних книгах
- Україна і світ у часовому вимірі. — Донецьк : Норд-Прес, 2009.
- Україна і світ у часовому вимірі : 2010. — Донецьк : Ноулідж (донецьке відділення). — 2010.
- Щербань А., Щербань О. Нариси з історії міста Опішне козацької доби. — Харків : Країна мрій, 2011.
- Диканщина: історич. нарис. — Полтава : Дивосвіт, 2013.

### Обрані статті

#### Археологія
- Щербань А. Л. Пам'ятки археології в околицях Диканьки // Археологічний Літопис Лівобережної України. — Полтава : Археологія, 1998. — Ч.1-2. — С.87–89.
- Щербань А. Л. Кружала в похованнях Лівобережного Лісостепу України скіфського часу [Архівовано 26 лютого 2021 у Wayback Machine.] // Древности. — Харьков: Харьковское историко-археологическое общество НМЦ «МД», 2004. — С.32–38.
- Щербань А. Параметри підземель Опішного // Нові дослідження пам'яток козацької доби в Україні : зб. наук. ст. — Київ : ХІК, Часи козацькі, 2007. — Вип. 16. — С.74–80.
- Троцька В., Щербань А. Горно 1920-х років з околиць Опішного для випалювання іграшок [Архівовано 28 лютого 2021 у Wayback Machine.] // Етнічна історія народів Європи. — Київ : УНІСЕРВ, 2011. — Випуск 34. — С. 122—127.
- Щербань А. Л., Пуголовок Ю. О., Горбаненко С. А. Скарб виробів для збирання врожаю з Полтавщини [Архівовано 16 жовтня 2020 у Wayback Machine.] // Археологічні дослідження Більського городища. — 2014. — Київ — Котельва, 2015. — С.138–148.
- Гречко Д. С., Шерстюк В. В., Щербань А. Л. Ґрунтовий могильник початку середньо скіфського часу в Посуллі // Старожитності Лівобережного Подніпровя. — Київ: Центр памяткознавства НАН України і УТОПІК, 2016. — С.117–124.
- Володарець-Урбанович Я. В., Пуголовок Ю. О, Щербань А. Л. Знахідки І тис. н. е. у Поворсклі: за матеріалами робіт 2016 р. // Археологія. — 2018. — № 2. — С. 98–112.

#### Історія
- Щербань А. Історія селітроваріння в Опішному // Київська старовина. — 2009. — № 5-6. — С. 20–47.
- Щербань А. Л. Струнне виробництво в Опішні — успішний проект 1911 року [Архівовано 2 березня 2019 у Wayback Machine.] // Історія науки і біографістика. — 2018. — № 2.

#### Керамологія
- Щербань А. Л. Хрестоподібні знаки на традиційній кераміці Лівобережної України: історія й семантика [Архівовано 14 жовтня 2020 у Wayback Machine.] // Культура України. — Харків : ХДАК, 2014. — С. 83–90.
- Щербань А. Л., Щербань Е. В. О функциях украинских глиняных сосудов // Современные подходы к изучению древней керамики. — М.: ИА РАН, 2015. — С.164–172.
- Щербань А. Л. Трансформації орнаментації народної кераміки Слобожанщини в XIX столітті [Архівовано 26 лютого 2021 у Wayback Machine.] // Вісник Харківського національного університету імені В. Н. Каразіна. Серія «Історія України. Українознавство: історичні та філософські науки». — Харків, 2015. — Вип. 21. — С. 94–100.
- Щербань А. Л. Семантика зображень на давній кераміці Лівобережної України: здобутки та проблеми вивчення // Культура і сучасність. — 2017. — № 2. — С. 35–39.
- Щербань А. Л. Глиняний посуд для напоїв початку доби заліза Дніпровського Лівобережжя (ритуальний аспект) [Архівовано 15 жовтня 2020 у Wayback Machine.] // Старожитності Лівобережжя Дніпра : зб. наук. праць. — Київ-Котельва : ЦП НАН України і УТОПІК, 2018. — С. 74–85.
- Щербань А. Перший археологічний досвід керамолога Івана Зарецького // Українська керамологія. Національний науковий щорічник. За рік 2008. Кн. 4. Ч. 3. Персоналії української керамології — Опішне : Українське Народознавство, 2019.— С. 112—121.

#### Етнографія
- Щербань А. Веретена однієї прялі / А. Щербань // Народознавчі зошити. — 2015. — № 1. — С. 214—217.
- Щербань А. Л. Орнаментація кераміки й писанок в Полтавській губернії XIX ст. : порівняльна характеристика [Архівовано 30 січня 2020 у Wayback Machine.] // Мистецтвознавчі записки: зб. наук. пр. / Нац. акад. кер. кадрів культури і мистецтв. — Київ, 2017. — Вип. 32. — С. 60–66.
- Щербань А. Гончарство села Цвітне за матеріалами дослідження Михайла Дяченка 1928 року [Архівовано 18 червня 2020 у Wayback Machine.] // Народна творчість та етнологія. — 2018. — № 5. — С. 113—118.
- Щербань А., Котляр Є. Архітектурні замальовки Михайла Дяченка [Архівовано 20 вересня 2020 у Wayback Machine.] // Народознавчі зошити. — 2020. — № 1 (151). — С. 165—176.

#### Музеєзнавство
- Щербань А. Л. Музеєфікація історичних підземель Лівобережної України: досвід і перспективи // Пам'яткознавчі студії : проблеми, практики, перспективи розвитку : зб. наук. пр. — Київ, 2020. — Вип. 1. — С. 145—153.